# Tuberolabium stellatum
Tuberolabium stellatum là một loài thực vật có hoa trong họ Lan. Loài này được (M.A.Clem. & al.) J.J.Wood miêu tả khoa học đầu tiên năm 1990.